# Theora
Theora er en video codec der udvikles af Xiph.org Foundation som en del af deres Ogg projekt. Theora er baseret på On2 Technologies' VP3 codec. Theoras mål er at konkurrere med MPEG-4 video (f.eks., H.264, Xvid og DivX), RealVideo, Windows Media Video, og lignende lav-bitrate video kompressions schemes.
Selvom VP3 er patenteret teknologi, har On2 irrevocably givet royalty-free' license til VP3 patentet til alle, så alle kan anvende Theora og andre VP3-afledte codecs til alle formål.
I Ogg multimedia framework (Ogg Media?), giver Theora et videolag, mens Vorbis sædvanligvis fungerer som lydlag (Speex og FLAC kan også fungerer som lydlag).
Theora er navngivet efter Theora Jones, Edison Carter's Controller på Max Headroom tv-programmet.

## Kodning til Theora videoer
libtheora biblioteket indeholder både Theora koder og dekoder. Der bliver stadig udviklet på libtheora af Xiph.org Foundation, som har lavet syv alpha udgivelser indtil videre. Biblioteket er udgivet under en BSD licens (lignende).
Xiph.org har ikke udviklet nogle selvstændigt programmer til at kode video i Theora, men der er adskillige andre programmer som understøtter kodning gennem libtheora:
- ffmpeg2theora anvender FFmpeg til at afkode video og libtheora anvendes til at kode det. Dette er i øjeblikket den mest funktionnelle Theora koder og den kan anvendes til både at lave stand-alone video filer og til at producere videostrømme.
- VLC er i stand til at kode Theora video, fra enhver videokilde den understøtter – og herudover streame den.
- Open-source 'Video DJ' programmet FreeJ kan kode og streame ogg/theora.
- GNOME video editor Diva koder til Ogg Theora.
- Open-source Video redigeringsprogrammet LiVES kan også kode til ogg theora i forskellige kvalitetsniveauer.
- Der er også en beta fra Thoggen til Linux, en GTK+ og GStreamer baseret DVD-backup utility, som koder til Ogg (Vorbis audio, Theora video).

Adskillige media frameworks har understøttelse for Theora.
- Open-source ffdshow audio/video decoder kan kode til Theora videoer ved at anvende dets Video for Windows (VFW) multi-codec grænseflade i populære AVI redigeringsprogrammer såsom VirtualDub.
- GStreamer framework har understøttelse for Theora.

## Redigering af Theora videoer
CVS versioner Cinelerra Ikke-linear redigeringssystemmer understøtter Theora, siden august 2005.

## Afspille Theora-videoer
Her kan du finde videoer til at teste din nye theora-enabled player: Theora test suite Arkiveret 13. februar 2007 hos  Wayback Machine.

### Liste af Theora videoafspillere
- Cortado Arkiveret 11. januar 2007 hos  Wayback Machine en Javabaseret applet (http://www.fluendo.com/products.php?product=applet Arkiveret 29. april 2006 hos  Wayback Machine)
- FFmpeg (own implementation)
- illiminable Ogg Directshow Filters for Speex, Vorbis, Theora and FLAC Arkiveret 24. februar 2006 hos  Wayback Machine enable DirectShow-based players, such as Media Player Classic, Windows Media Player, and Winamp (when properly configured) to play Theora.
- MPlayer
- RealPlayer (requires these codecs (Webside ikke længere tilgængelig) for a non-helix player based RealPlayer)
- Helix Player
- VLC (native support)
- xine and all libxine-based players like Kaffeine
- Totem
- QuickTime 7 (Requires official (and experimental) components for playback on Windows and Macintosh systems)
- Visonair.tv Player
- The KMPlayer
- Democracy Player

## Streaming Theora
The following streaming media servers are capable of streaming Theora video:
- Icecast
- Flumotion
- FreeCast, a Java peer-to-peer streaming solution